# Fuero Real
El Fuero Real de España es un texto promulgado por Alfonso X de Castilla con la intención de homogeneizar las leyes vigentes en su reino.
Desde los primeros años de reinado de Alfonso X de Castilla, el monarca ya había manifestado una clara tendencia a la homogeneización del derecho de los distintos territorios pertenecientes a la Corona de Castilla. Conforme a este propósito, el rey inició en el año 1255 un nuevo proyecto, en el que en vez de servirse de otros textos forales en uso, tomó la decisión de dar vigencia a un nuevo fuero del cual él había sido creador. Como consecuencia de ello, en el mes de marzo de 1255, Alfonso X otorgó a los vecinos de las villas de Aguilar de Campoo y Sahagún con el nombre de Fuero del libro, el texto intitulado «Fuero real de España».

## Antecedentes

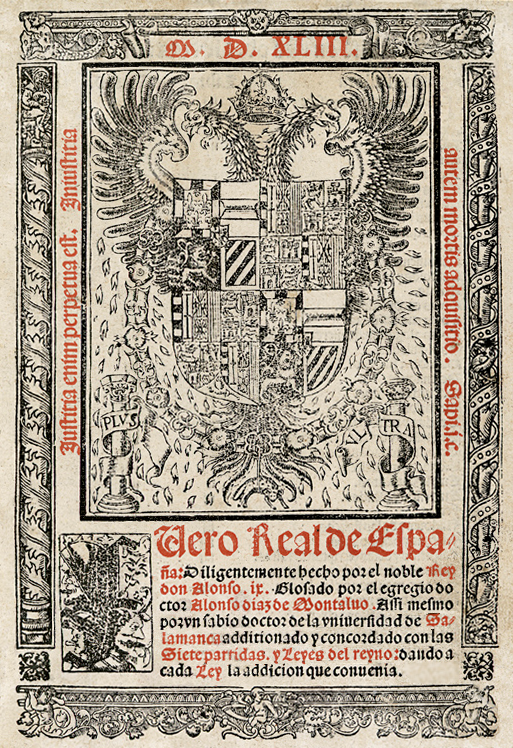
Reproducción facsímil, de la edición de 1543, del Fuero Real de Alfonso X "El Sabio".

Contrariamente a lo que parece, el Fuero Real jamás fue derecho castellano propiamente dicho, sino únicamente un fuero que se concedía por el rey a diversas ciudades según su libre criterio, en general para el beneficio del comercio de las mismas y para asentar el poder de la corona frente al feudalismo de la época. Localidades como Peñafiel, Santo Domingo de la Calzada, Béjar o la propia Madrid lo recibieron en su condición de derecho local exclusivamente.
No obstante, junto a las Siete Partidas, se convirtió de facto en derecho castellano. Las normas promulgadas así por el rey eran más claras, concisas y justas que las que regían en las grandes ciudades del Reino de Castilla, sometidas al arbitrio de los señores o de los tribunales locales. Su implantación no estuvo exenta de polémica. Alfonso X impuso en algunos casos el Fuero Real por encima de las normas locales, enfrentándose a la nobleza privilegiada de la zona. Él mismo eliminó privilegios que, a su entender, mermaban el buen gobierno.
Sin embargo, el sistema feudal estaba ya en crisis, y las ciudades acogían la norma con la esperanza de librarse del yugo más intransigente de los nobles locales. Además, los burgos iban adquiriendo carta de naturaleza en el desarrollo económico de Castilla, y una norma común para los distintos territorios en materia civil, penal y judicial ayudaba al comercio y a la seguridad jurídica.
Este es el periodo en que la época de grandes conquistas, que estabilizaron los territorios de la Corona de Castilla, había terminado y el rey construía un modelo jurídico-político único para todo el Reino. El otorgamiento del Fuero Real iba acompañado de la alianza con vasallos que le fueran absolutamente fieles y a quienes daba entonces el beneficio de la alcaldía u otros empleos públicos.

## Rasgos característicos
El componente ideológico y político característico del Fuero Real supuso la rotura con respecto al derecho privilegiado propio de la Alta Edad Media. En él, Alfonso X plasmó los principios de la teoría de la realeza y del poder real, y con particularidad, los principios de creación de Derecho. El monarca, influenciado por el derecho romano justinianeo, dejaba patente que solo al rey le correspondía legislar, sin ningún tipo de intervención estamentaria en su iniciativa, deliberación y posterior aprobación. También le quedaba reservado al monarca la potestad para la designación de los alcaldes de las localidades, atentando de este modo contra la totalidad de los privilegios de autogobierno recogidos en la mayoría de los fueros. 
El Fuero Real consta de un prólogo, cuatro libros, setenta y dos títulos, y quinientas cincuenta y dos leyes. En el prólogo se nombran las razones de su concesión, como la inexistencia de fueros en la mayor parte de sus reinos, dando lugar a que las villas resolviesen sus pleitos mediante: "fazañas e por albedríos departidos entre los omes" o por "usos desaguisados e sin derecho". 
En el Fuero Real se prescribía que únicamente podrían ser alegadas en juicio las leyes que este texto albergaba, lo que llevaba a la derogación de todos los fueros y costumbres de las localidades a las que había sido concedido. Finalmente, el mismo fuero, bajo la apariencia de derecho tradicional, introdujo varias instituciones influenciadas por la romanística, principalmente vinculadas a los campos de derecho procesal y criminal, lo que provocó que en algunos momentos se realizasen interpretaciones erróneas del fuero, requiriéndose aclaraciones regias que recibieron el nombre de Leyes nuevas.

## Concesiones
Al año siguiente de ser concedido a Aguilar de Campoo y a la leonesa Sahagún, en 1256, el texto se concedió a diferentes villas y ciudades castellanas  (Burgos, Palencia, Santo Domingo de la Calzada, Valladolid y probablemente, a Miranda de Ebro), al igual que a comunidades de villa y tierra de la Extremadura castellana (Alarcón, Alcaraz, Atienza, Arévalo, Ávila, Buitrago, Cuéllar, Hita, Peñafiel, Segovia, Soria, y posiblemente Cuenca) e, incluso, de la Extremadura leonesa (Trujillo).
En 1257 se concedió a Talavera de la Reina, para tres años después volver a retomar la política de concesiones del mismo texto a localidades como Ágreda (1260), Béjar, Escalona y Villa Real (1261); y finalmente a Guadalajara, Madrid, Plasencia y Tordesillas en 1262. La política de uniformidad del derecho mediante la aplicación del Fuero Real se vio paralizada coincidiendo con los problemas económicos que atravesaba el reino y con el levantamiento de los mudéjares en Murcia y Andalucía en 1263.

## Influencia e importancia
A pesar de la protesta de Concejos y Nobles, y en consecuencia, la imposibilidad de realizar el ideal homogeneizador del Derecho que este Fuero Real perseguía, el Fuero Real persiste en el tribunal de la Corte del Rey, como se infiere de la siguiente cita del Ordenamiento de Alcalá:

(...) e aunque en la nuestra Corte usan del fuero de las leys, e algunas Villa de nuestro Sennorio lo han por fuero, e otras Ciudades e Villas han otros fueros.
 Ordenamiento de Alcalá, 28, 1

Su influencia en el derecho posterior, junto a las Siete Partidas, fue de tal naturaleza que hasta bien avanzada la Edad Moderna se aplicó en todos los territorios castellanos e influyó decisivamente en otras normas de la época, o las propias Leyes de Indias tras la conquista de América.